# Campionati statunitensi di sci alpino 1964
I Campionati statunitensi di sci alpino 1964 si svolsero a Winter Park dal 20 al 22 marzo; furono assegnati i titoli di discesa libera, slalom gigante, slalom speciale e combinata, sia maschili sia femminili. Trattandosi di competizioni valide anche ai fini del punteggio FIS, vi parteciparono anche sciatori di altre federazioni, senza che questo consentisse loro di concorrere al titolo nazionale statunitense.

## Risultati

### Uomini

#### Discesa libera
| Pos. | Atleta        | Nazione     | Tempo  |
| ---- | ------------- | ----------- | ------ |
| 1    | Ni Orsi       | Stati Uniti | 1:20,1 |
| 2    | Gordon Eaton  | Stati Uniti | 1:20,6 |
| 3    | Buddy Werner  | Stati Uniti | 1:21,0 |
| 4    | Chuck Ferries | Stati Uniti | 1:21,1 |
| 5    | Jimmy Heuga   | Stati Uniti | 1:22,2 |
| 6    | Bill Marolt   | Stati Uniti | 1:22,4 |
| 7    | Rip McManus   | Stati Uniti | 1:22,5 |
| 8    | Dave Gorsuch  | Stati Uniti | 1:22,7 |
| 9    | Peter Ruschp  | Stati Uniti | 1:22,9 |
| 10   | Jim Barrows   | Stati Uniti | 1:24,0 |

Data: 20 marzo

#### Slalom gigante
| Pos. | Atleta        | Nazione     | Tempo  |
| ---- | ------------- | ----------- | ------ |
| 1    | Billy Kidd    | Stati Uniti | 1:53,7 |
| 2    | Jimmy Heuga   | Stati Uniti | 1:53,9 |
| 3    | Buddy Werner  | Stati Uniti | 1:54,0 |
| 4    | Jim Barrier   | Stati Uniti | 1:54,2 |
| 5    | John Clough   | Stati Uniti | 1:55,1 |
| 6    | Ron Downing   | Stati Uniti | 1:55,2 |
| 6    | Bill Marolt   | Stati Uniti | 1:55,2 |
| 8    | Chuck Ferries | Stati Uniti | 1:55,3 |
| 9    | Gordon Eaton  | Stati Uniti | 1:55,7 |
| 10   | Rick Chaffee  | Stati Uniti | 1:56,0 |

Data: 21 marzo

#### Slalom speciale
| Pos. | Atleta        | Nazione     | Tempo  |
| ---- | ------------- | ----------- | ------ |
| 1    | Bill Marolt   | Stati Uniti | 1:47,2 |
| 2    | Gordon Eaton  | Stati Uniti | 1:47,6 |
| 3    | Roger Buchika | Stati Uniti | 1:49,5 |
| 4    | Jimmy Heuga   | Stati Uniti | 1:49,7 |
| 5    | Sandy Lyman   | Stati Uniti | 1:50,2 |
| 6    | Buddy Werner  | Stati Uniti | 1:50,5 |
| 7    | Dennis McCoy  | Stati Uniti | 1:50,9 |
| 8    | Rick Chaffee  | Stati Uniti | 1:51,1 |
| 9    | Jim Barrier   | Stati Uniti | 1:51,8 |
| 10   | Ni Orsi       | Stati Uniti | 1:51,9 |

Data: 22 marzo

#### Combinata
| Pos. | Atleta       | Nazione     | Punti  |
| ---- | ------------ | ----------- | ------ |
| 1    | Gordon Eaton | Stati Uniti | 17,28  |
| 2    | Buddy Werner | Stati Uniti | 25,45  |
| 3    | Bill Marolt  | Stati Uniti | 26,30  |
| 4    | Jimmy Heuga  | Stati Uniti | 30,14  |
| 5    | Ni Orsi      | Stati Uniti | 39,32  |
| 6    | Jim Barrier  | Stati Uniti | 59,05  |
| 7    | Rick Chaffee | Stati Uniti | 62,74  |
| 8    | Don Brooks   | Stati Uniti | 102,72 |
| 9    | Myke Baar    | Stati Uniti | 106,25 |
| 10   | Myke Allsop  | Stati Uniti | 110,76 |

Date: 20-22 marzo

Classifica stilata attraverso i piazzamenti ottenuti
in discesa libera, slalom gigante e slalom speciale

### Donne

#### Discesa libera
| Pos. | Atleta            | Nazione     | Tempo  |
| ---- | ----------------- | ----------- | ------ |
| 1    | Jean Saubert      | Stati Uniti | 1:39,1 |
| 2    | Pia Riva          | Italia      | 1:39,5 |
| 3    | Joan Hannah       | Stati Uniti | 1:40,7 |
| 3    | Starr Walton      | Stati Uniti | 1:40,7 |
| 5    | Tammy Dix         | Stati Uniti | 1:41,3 |
| 6    | Karen Korfanta    | Stati Uniti | 1:41,8 |
| 7    | Barbara Amick     | Stati Uniti | 1:42,7 |
| 7    | Nancy Sise        | Stati Uniti | 1:42,7 |
| 9    | Virginia Birimisa | Stati Uniti | 1:43,7 |
| 10   | Margo Walters     | Stati Uniti | 1:44,4 |

Data: 20 marzo

#### Slalom gigante
| Pos. | Atleta            | Nazione     | Tempo  |
| ---- | ----------------- | ----------- | ------ |
| 1    | Pia Riva          | Italia      | 1:43,3 |
| 2    | Jean Saubert      | Stati Uniti | 1:43,9 |
| 3    | Joan Hannah       | Stati Uniti | 1:44,1 |
| 4    | Virginia Birimisa | Stati Uniti | 1:45,5 |
| 5    | Karen Kofranta    | Stati Uniti | 1:45,7 |
| 6    | Tammy Dix         | Stati Uniti | 1:46,1 |
| 7    | Wendy Allen       | Stati Uniti | 1:46,7 |
| 8    | Barbara Amick     | Stati Uniti | 1:47,6 |
| 9    | Claudia Corum     | Stati Uniti | 1:50,3 |
| 9    | Starr Walton      | Stati Uniti | 1:50,3 |

Data: 21 marzo

#### Slalom speciale
| Pos. | Atleta            | Nazione     | Tempo  |
| ---- | ----------------- | ----------- | ------ |
| 1    | Jean Saubert      | Stati Uniti | 2:03,7 |
| 2    | Pia Riva          | Italia      | 2:11,0 |
| 3    | Joan Hannah       | Stati Uniti | 2:12,0 |
| 4    | Linda Meyers      | Stati Uniti | 2:12,3 |
| 5    | Karen Kofranta    | Stati Uniti | 2:13,0 |
| 6    | Virginia Birimisa | Stati Uniti | 2:13,1 |
| 7    | Tammy Dix         | Stati Uniti | 2:14,1 |
| 8    | Elena White       | Stati Uniti | 2:17,4 |
| 9    | Starr Walton      | Stati Uniti | 2:20,0 |
| 10   | Claudia Corum     | Stati Uniti | 2:21,3 |

Data: 22 marzo

#### Combinata
| Pos. | Atleta            | Nazione     | Punti  |
| ---- | ----------------- | ----------- | ------ |
| 1    | Jean Saubert      | Stati Uniti | 0,00   |
| 2    | Pia Riva          | Italia      | 33,40  |
| 3    | Joan Hannah       | Stati Uniti | 46,88  |
| 4    | Karen Korfanta    | Stati Uniti | 68,36  |
| 5    | Tammy Dix         | Stati Uniti | 71,86  |
| 6    | Virginia Birimisa | Stati Uniti | 77,10  |
| 7    | Starr Walton      | Stati Uniti | 114,71 |
| 8    | Claudia Corum     | Stati Uniti | 160,98 |
| 9    | Elena White       | Stati Uniti | 195,90 |
| 10   | Lee Hall          | Stati Uniti | 211,10 |

Date: 20-22 marzo

Classifica stilata attraverso i piazzamenti ottenuti
in discesa libera, slalom gigante e slalom speciale